# Staffan Erfors
Per Staffan Mårten Erfors, född 14 mars 1966, är en svensk journalist.

## Biografi
Staffan Erfors studerade journalistik vid Lunds universitet. Han arbetade 1992–2000 på Expressen, bland annat som nöjeschef och korrespondent i London, och därefter vid TV3 och ZTV som programchef. Åren 2002–2008 var han chefredaktör för Kvällsposten.
Åren 2008–2009 var Erfors Expressens korrespondent i New York. I november 2010 tillträdde han som redaktionschef vid Tidningen S, som ges ut av Bonnier Tidskrifter. Efter nedläggningen av Tidningen S i mars 2013 var Erfors sex månader som seniorkonsult på pr-byrån Agency, därefter frilansande journalist, och från december 2013 mediestrateg hos Moderaterna i Stockholms stad och län. I januari 2015 tillträdde han som kommunikationschef för Moderaterna i landstinget i Stockholms län. Från oktober 2016 var han chefredaktör för Realtid och från april 2017 chefredaktör för Metro. Den 7 december samma år lämnade han Metro med omedelbar verkan. Enligt Dagens Media den 7 december är han engagerad som tänkt vd i ett planerat bostadsförmedlingsföretag i Stockholm.
Staffan Erfors är reservofficer i armén. Han genomgick högre reservofficerskurs vid Försvarshögskolan 2008.
Staffan Erfors fick sluta som korrespondent på Expressen i juni 2009 efter en kontrovers kring samröre med den tidigare Hells Angels-presidenten Thomas Möller. Bakgrunden var uppgifter som framkommit genom telefonavlyssning av en brottsmisstänkt person som hade samröre med den organiserade brottsligheten i Sverige. Thomas Möller hade i juni 2008 i ett telefonsamtal med den avlyssnade personen uppgett att han var bekant med Erfors och kunde påverka vad som skrevs på Kvällspostens nätutgåva. Vidare berättade Möller att han fått disponera Erfors lägenhet i Stockholm via egna nycklar, och fått erbjudande om att hyra Erfors lägenhet i Turning Torso i Malmö. Dessa uppgifter kom till allmän kännedom efter att förundersökningen mot den avlyssnade personen var avslutad, och publicerades i juni 2009 av tidningen Resumé. Dagen efter publiceringen kallades Erfors hem till Sverige för att klara ut sanningshalten i uppgifterna, och strax efter det fick Erfors lämna sitt arbete som Expressen-journalist, eftersom hans relation till Möller ansågs ha skadat hans och tidningens förtroende. Erfors uppgav att han lärt känna Möller i Malmös restaurangmiljöer.